# Isle of Wight Championships 1950
Die Isle of Wight Championships 1950 im Badminton fanden vom 15. bis zum 18. März 1950 in Seaview statt.

## Die Sieger
| Disziplin    | Sieger                        |
| ------------ | ----------------------------- |
| Herreneinzel | Eddy J. Choong                |
| Dameneinzel  | K. M. Henderson               |
| Herrendoppel | Eddy L. Choong Lim Say Hup    |
| Damendoppel  | Mimi Wyatt K. M. Henderson    |
| Mixed        | Eddy L. Choong N. F. Hastings |